# Spiesia leucocyanea
Spiesia leucocyanea là một loài thực vật có hoa trong họ Đậu. Loài này được (Bunge) Kuntze miêu tả khoa học đầu tiên năm 1891.